# Le Tarmac
Le Tarmac est un théâtre consacré à la création contemporaine francophone. Il est situé au 159 avenue Gambetta dans le 20e arrondissement de Paris où il remplace le Théâtre de l'Est parisien (TEP), avec lequel il a fusionné depuis 2011.

## Histoire
L’ancêtre du Tarmac est le Théâtre international de langue française (TILF), fondé en 1985 par Gabriel Garran. Le TILF est un théâtre itinérant qui se produit au Centre Pompidou ou au Théâtre national de Chaillot. Les auteurs présentés sont issus des pays de l’espace francophone hors France. En 1994, le TILF s’installe au Pavillon des charolais à la Villette. En 2004, sous la nouvelle direction de Valérie Baran, il prend le nom de Tarmac de la Villette.
En 2011, le Tarmac de la Villette fusionne avec le Théâtre de l’est parisien et s’installe au 159 avenue Gambetta dans le 20e arrondissement de Paris,. Il se présente désormais sous l’intitulé  Le Tarmac : Scène internationale francophone. Son périmètre géographique s'étend aux 84 États et gouvernements reconnus par l'Organisation Internationale de la Francophonie.
Juridiquement, le Tarmac est une société à responsabilité limitée, de droit privé et figure dans l'annuaire du Centre national du théâtre.

## Polémique
En février 2018, Le Ministère de la Culture annonce que Le Tarmac va être remplacé par une autre institution, Théâtre ouvert, qui doit quitter ses locaux et retrouver un nouveau lieu : l'annonce donne naissance à une polémique au sujet du soutien du Ministère de la Culture au Théâtre de la Francophonie, une pétition est lancée soutenue par de nombreuses personnes dont Alain Mabanckou, Gaël Faye, Jack Lang ou Luc Dardenne et Christiane Taubira prend officiellement position en faveur du maintien du Tarmac. Le sujet prend une telle ampleur qu'il figure parmi les points négatifs du bilan de la première année de Françoise Nyssen au Ministère de la culture. 
En juin 2018, le Ministère fait alors marche arrière et, comme cela aurait dû être fait en amont de la communication, lance une procédure d'appel d'offre pour la reprise du Tarmac.
Finalement, le Tarmac a bien fermé ses portes et est remplacé par... Théâtre Ouvert. Ce dernier a ouvert pour la rentrée théâtrale 2021.

## Activités
Les spectacles
Portée plus particulièrement vers l’Afrique, le monde arabe et les Outre-mer, la programmation se compose de spectacles de danse, de pièces de théâtre, de spectacles pour enfants.
Les thèmes principaux sont l’héritage de la décolonisation, le rapport à la langue, l’insularité, le voyage et l’errance. Le Tarmac offre ainsi régulièrement sa scène aux combats d'hier et d'aujourd'hui. 
La production
Chaque année, le Tarmac accompagne différents projets d’artistes dramatiques ou chorégraphiques. Ceci se traduit par la responsabilité financière et administrative des spectacles produits, le partage d’expérience et d’expertise et la mise à disposition de moyens techniques. 
Le Quartier des auteurs
Doté d’une librairie, le Tarmac propose au Quartier des auteurs des moments d’échanges sur le thème de la création et du livre.
La collection Le Tarmac chez Lansman
Sélectionnés par un comité de lecture, les textes édités sont des pièces représentatives de l’écriture dramatique contemporaine. Il s’agit de d’assurer un large rayonnement afin de favoriser leur création ou reprise au sein de l’espace francophone. 
Le catalogue compte près d’un millier de textes écrits par des auteurs issus d’une cinquantaine de pays des continents africain, européen et nord-américain. 
Autres actions culturelles
Ouverts à tous ou en accès restreint, le Tarmac propose des conférences et débats, des rencontres artistiques, des journées thématiques, des expositions, des visites du théâtre en groupe et la mise en place de projets à destination des scolaires, des étudiants en arts, des travailleurs sociaux (classes à projet artistique ou culturel, ateliers de pratique théâtrale, formation).